# Cantonul Carpentras-Sud
Cantonul Carpentras-Sud este un canton din arondismentul Carpentras, departamentul Vaucluse, regiunea Provence-Alpes-Côte d'Azur, Franța.

## Comune
- Althen-des-Paluds : 1 988 locuitori
- Carpentras : 12 105 locuitori (parțial, reședință)
- Entraigues-sur-la-Sorgue : 6 612 locuitori
- Mazan : 4 943 locuitori
- Monteux : 9 564 locuitori